# 夢使者
《夢使者》（日语：夢使い）是日本漫畫家植芝理一創作的青年漫畫作品。於講談社漫畫雜誌《月刊Afternoon》2001年3月号至2004年2月号期間進行連載。單行本全6卷。
由《夢使者》前作的《謎狐怪童》系列中登場的三島塔子、燐子姊妹與橘一們成為主角的作品。漫画一共發行6巻，分成虹卵篇、礦物聖母篇、影女篇3個章節。
2006年改編成電視動畫。因為原作漫画版中有許多令人聯想到性行為與人体破壞的情節，並不適合直接搬到動畫上，所以動畫版只保留《夢使者》部分內容及角色。

## 登場角色
三岛塔子（聲：川澄綾子）
梦使者（日曜星）
三岛磷子（聲：真堂圭）
梦使者（火曜星）
三岛美砂子（聲：久川绫）
三岛姐妹的姑姑
橘一（聲：关智一）
梦使者（金曜星）
茶川三时花（聲：能登麻美子）
梦使者（土曜星）

## 出版書籍
| 冊數 | 講談社        | 講談社             | 東立出版社    | 東立出版社         |
| 冊數 | 發售日期      | ISBN               | 發售日期      | ISBN               |
| ---- | ------------- | ------------------ | ------------- | ------------------ |
| 1    | 2001年6月20日 | ISBN 4-06-321123-1 | 2002年8月15日 | ISBN 986-11-0401-1 |
| 2    | 2002年1月21日 | ISBN 4-06-321132-0 | 2003年4月3日  | ISBN 986-11-1814-4 |
| 3    | 2002年8月21日 | ISBN 4-06-321140-1 | 2003年5月22日 | ISBN 986-11-2014-9 |
| 4    | 2003年2月19日 | ISBN 4-06-321146-0 | 2003年9月6日  | ISBN 986-11-2673-2 |
| 5    | 2003年8月20日 | ISBN 4-06-321152-5 | 2004年4月29日 | ISBN 986-11-4012-3 |
| 6    | 2004年2月23日 | ISBN 4-06-321156-8 | 2004年8月13日 | ISBN 986-11-4487-0 |

小說
- 原作：植芝理一 / 著者：小林靖子（講談社）

2007年6月22日、ISBN 978-4-06-373306-8

## 電視動畫
以UHF動畫從2006年4月播放至6月。

### 製作人員
- 原作：植芝理一
- 企畫：久米憲司、丸山正雄
- 監督：
- 系列構成：小林靖子
- 人物設計：島村秀一
- GUEST人物設計：中原清隆
- 機械設計：寺島慎也
- 總作畫監督：小林明美、
- 色彩設定：大野春恵
- 美術監督：西倉力
- CG監督：金炫樣
- 攝影監督：吳晟夏
- 編輯：木村佳史子
- 音樂：寺嶋民哉
- 音響監督：たなかかずや
- 音樂製作人：澁谷智子
- 助監督：石倉賢一
- 製作人：石黑達也
- 動畫製作人：白井勝也
- 動畫製作：MadHouse
- 製作：波麗佳音

### 主題曲
片頭曲 「夢迷宮～光と闇のダンス～ 」
作詞：森由里子、作曲・編曲：寺嶋民哉、歌：Yoko
片尾曲 「鼓動」
作詞・作曲：ICHIKO、編曲：酒井ミキオ、歌：川澄綾子・真堂圭

### 各話列表
| 話數 | 日文標題 | 中文翻譯             | 腳本     | 分鏡           | 演出                 | 作画監督                | 總作画監督        |
| ---- | -------- | -------------------- | -------- | -------------- | -------------------- | ----------------------- | ----------------- |
| 1    |          | 夢的開始，下雨的教室 | 小林靖子 | 山崎和男       | Kim,Ki-du            | Kim,Ki-du               | 島村秀一          |
| 2    |          | 溫柔的鞋聲           | 西田大輔 | 山崎和男       | 布川真英 篠原誠      | 大塚美登理 広田知子     | 島村秀一          |
| 3    |          | 搖曳的戀心           | 筆安一幸 | 山崎和男       | 酒井恵               | 柳瀬雄之                | 小林明美 福田紀之 |
| 4    |          | 週六星出現           | 小林靖子 | 高橋丈夫       | 大谷肇 川尻祥大      | 玉井公子                | 島村秀一          |
| 5    |          | 家人的樣子           | 犬飼和彦 | 森田浩光       | 大久保唯男           | Jang,Hee-kyu            | 小林明美 福田紀之 |
| 6    |          | 夢的假日             | 西田大輔 | 南柏努         | はしもとなおと       | Kim,Ki-du               | 小林明美 福田紀之 |
| 7    |          | 祕密花園             | 筆安一幸 | そえたかずひろ | 李鐘卿 增原光幸      | Lee,Hyun-jung           | 小林明美 福田紀之 |
| 8    |          | 回憶將消逝           | 筆安一幸 | 森田浩光       | Kim,Jong-hak         | Kim,Dong-joon           | 小林明美 福田紀之 |
| 9    |          | 住在黑暗的少年       | 犬飼和彦 | 森田浩光       | 大久保唯男           | Jang,Kil-yong Kim,Ki-du | 小林明美 福田紀之 |
| 10   |          | 美砂子動身           | 小林靖子 | 森田浩光       | 酒井恵               | 柳瀬雄之                | 小林明美 福田紀之 |
| 11   |          | 從過去來的噩夢       | 小林靖子 | 石田亨         | 増原光幸             | Jang,Kil-yong           | 小林明美 福田紀之 |
| 12   |          | 夢的終焉，塔子的選擇 | 小林靖子 | 石田亨         | Kim,Ki-du 大久保唯男 | Kim,Ki-du               | 小林明美 福田紀之 |

### 播放電視台
| 播放地區   | 播放電視台     | 播放日期                | 播放時間             | 聯播網         | 備註 |
| ---------- | -------------- | ----------------------- | -------------------- | -------------- | ---- |
| 神奈川縣   | 神奈川電視台   | 2006年4月8日 - 6月24日  | 星期六 26:30 - 27:00 | 独立UHF局      |      |
| 埼玉縣     | 埼玉電視台     | 2006年4月11日 - 6月27日 | 星期二 26:00 - 26:30 | 独立UHF局      |      |
| 近畿廣域圈 | 朝日放送       | 2006年4月11日 - 6月27日 | 星期二 26:51 - 27:21 | 朝日電視台系列 |      |
| 千葉縣     | 千葉電視台     | 2006年4月12日 - 6月28日 | 星期三 26:00 - 26:30 | 独立UHF局      |      |
| 東京都     | 東京都會電視台 | 2006年4月13日 - 6月29日 | 星期四 25:30 - 26:00 | 独立UHF局      |      |
| 日本全域   | BS富士         | 2006年7月2日 - 9月17日  | 星期日 25:00 - 25:30 | BS技術放送     |      |

## 外部連結
- （日語）動畫官方網站 （页面存档备份，存于）